# 尼古拉·斯柳尼科夫
尼古拉·尼基托维奇·斯柳尼科夫，（俄语：Николай Никитович Слюньков，1929年4月26日—2022年8月9日）白俄罗斯人，苏联党和国家领导人。曾任白俄罗斯共产党明斯克市委第一书记，苏联国家计划委员会副主席，白共中央第一书记，苏共中央经济部部长等职务。

## 生平
- 1929年4月26日出生于白俄罗斯苏维埃社会主义共和国戈梅利州罗加乔夫区戈罗杰茨镇的一个农民家庭。1950年毕业于明斯克汽车学院。
- 1950年-1954年，明斯克拖拉机厂工人。1954年加入苏联共产党。
- 1954年-1962年，白俄罗斯农业技术学院学习。
- 1960年-1965年，明斯克拖拉机厂车间主任。
- 1965年-1972年，明斯克拖拉机厂厂长兼明斯克拖拉机生产联合企业总经理。该厂生产的白俄罗斯MTZ-50型1.4-2吨牵引力的轮式、半履带式和履带式拖拉机荣获1971年苏联国家奖。
- 1972年-1974年，白俄罗斯共产党明斯克市委第一书记。
- 1974年-1983年，苏联国家计划委员会副主席。
- 1983年1月-1987年2月，白共中央第一书记。
- 1987年2月-1990年，苏共中央书记处书记。期间，1987年2月-1988年，苏共中央经济部部长。1988年-1990年，苏共中央社会经济政策委员会主席。
- 1990年起退休，享受联邦养老金待遇。
- 2022年8月9日于明斯克逝世，享年93岁。葬于明斯克东方公墓。[2]

斯柳尼科夫是苏共23,27大代表，第27届中央政治局候补委员，中央政治局委员，第27届中央委员；第7届苏联最高苏维埃民族院代表，第11届苏联最高苏维埃联盟院代表，苏联人民代表。

## 功绩
斯柳尼科夫领导白俄罗斯期间，白俄罗斯的农业总产值增长30%，成本下降18%；劳动生产率提高34%；牛奶销量增加136.8万吨，增长36%；畜禽产量达到50.6万吨。农工综合体的盈利能力从3% 上升到 36%。农村工资增长1.5倍，达到共和国平均工资的93%。所有以前无利可图的农场都开始盈利。房屋分配数量达到165000。商品供应十分充足。根据1983-1987年全苏社会主义竞赛的结果，白俄罗斯成为无可争议的赢家。

## 荣誉
- 苏联国家奖（1971）
- 社会主义劳动英雄称号（1974）
- 两次列宁勋章（1971,1974）
- 两次劳动红旗勋章（1966,1979）
- 纪念列宁诞辰一百周年奖章
- 基辅建城一千五百周年奖章
- 苏联武装力量六十周年奖章
- 苏联武装力量七十周年奖章
- 退休劳动者奖章